# Masagua
Masagua – miasto w południowej Gwatemali, w departamencie Escuintla, 15 km na południowy zachód od stolicy departamentu miasta Escuintla. Miasto leży na nizinie w odległości 32 km od  wybrzeża  Pacyfiku. Według danych szacunkowych w 2012 roku liczba ludności miasta wyniosła 10 280 mieszkańców.

## Gmina Masagua
Jest siedzibą władz gminy o tej samej nazwie, która w 2012 roku liczyła 44 936 mieszkańców. Gmina, jak na warunki Gwatemali, jest średniej wielkości, a jej powierzchnia obejmuje 448 km².